# Быргындинская культура
Быргындинская культура — археологическая культура эпохи поздней бронзы — начала раннего железного века в Прикамье.

## История изучения
Памятники, относимые к быргындинской археологической культуре, известны со второй половины XIX века и исследовались В. П. Денисовым, О. Н. Бадером, В. Ф. Генингом, и многими другими исследователями. Культура выделена Л. И. Ашихминой в начале 1980-х годов в ходе изучения вопросов генезиса ананьинской культуры раннего железного века.

## Генезис культуры
По мнению Л. И. Ашихминой, быргындинская культура формируется в Удмуртском Прикамье на основе местных луговских памятников эпохи бронзы под влиянием позднеприказанской, маклашеевской традиции. Двухкомпонентность культуры проявляется во всех её элементах: традиции производства керамики, домостроительстве, погребальном обряде.
Вопрос о выделении, границах и содержании культуры в настоящий момент продолжает дискутироваться. Свои взгляды на эти вопросы, отличные от взглядов Л. И. Ашихминой, неоднократно высказывали В. Н. Марков, М. Ф. Обыдённов и другие специалисты по древней истории Приуралья.

## Основные исследованные памятники
- Быргындинская стоянка
- Ныргындинская стоянка
- Зуево-Ключевское городище
- Зуево-Ключевское II поселение
- Усть-Нечкинское поселение